# Limonium papillatum
Limonium papillatum é uma espécie de planta com flor pertencente à família Plumbaginaceae. 
A autoridade científica da espécie é (Webb & Berthel.) Kuntze, tendo sido publicada em Revis. Gen. Pl. 2: 396. 1891.

## Portugal
Trata-se de uma espécie presente no território português, nomeadamente os seguintes táxones infraespecíficos:
- Limonium papillatum var. callibotryum - presente no Arquipélago da Madeira. Em termos de naturalidade é endémica da região Macaronésia. Não se encontra protegida por legislação portuguesa ou da Comunidade Europeia.